# سی‌کی‌دی

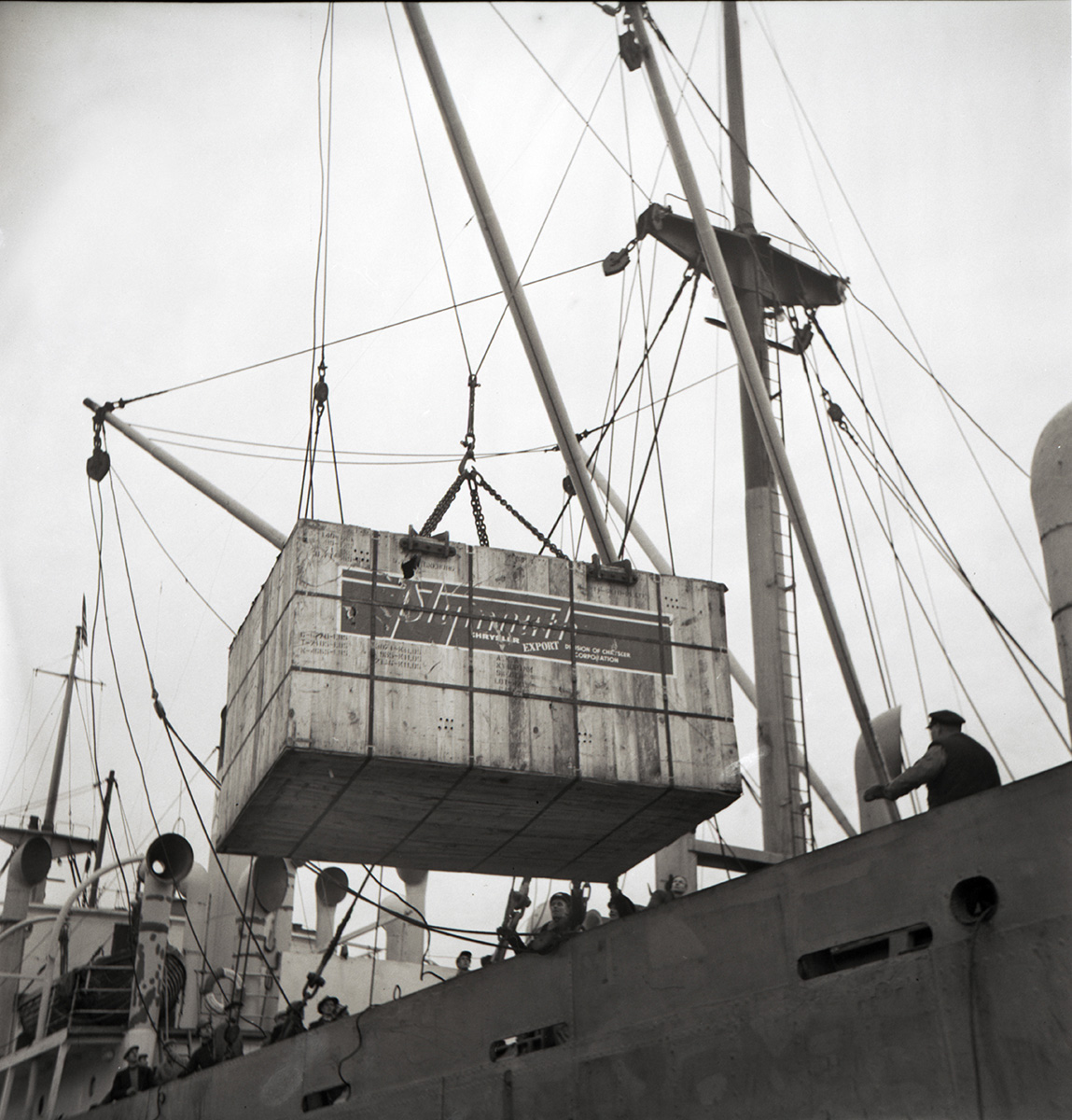
نمایی از یک‌بسته CKD مرتبط با «گروه پلیموث» در سال ۱۹۴۸

سی‌کی‌دی (به انگلیسی: CKD) مخفف Complete Knocked-Down و اس‌کی‌دی (به انگلیسی: SKD) مخفف Semi Knocked-Down است.
CKD بسته‌ای کامل، شامل تمام قطعاتی است که برای تولید وسیلهٔ نقلیه باید سوار (assemble) شود. این یک تکنیک خاص یا ترفندی است که تولیدکنندگان خودرو، همانند تولیدکنندگان اتوبوس و وسائط نقلیهٔ ریلی، برای فروش قطعات سوار نشدهٔ خود به نمایندگان خود در کشورهای دیگر بکار می‌برند تا از آن طریق از مالیات واردات محصول سوار شده فرار کنند یا حداقل به بهانهٔ ایجاد اشتغال، معافیت مالیاتی (بازگشت بخشی از مالیات) دریافت کنند.
قطعات نیمه سوار شدهٔ (یا قطعاتی که مونتاژ اولیه شده‌اند) وارداتی SKD نام دارند و پس از ورود به کشور خارجی، مونتاژ نهایی روی آن‌ها صورت می‌گیرد. هر دو نوع KDها بسیار زیاد در صنعت خودرو مورد استفاده قرار می‌گیرند همانند KDX(Knocked-down export) یا صادرات قطعات برای سوار شدن در کشور خارجی و برعکس آن مانند اتومبیل‌هایی که قطعات آن در کشور اصلی خود سوار می‌شوند و محصول کامل به بازار مقصد تزریق می‌شود که با نام BUX(Built-Up Export) شناخته می‌شوند.
هزینهٔ تولید کالا با استفاده از بسته‌های صادراتی KD (شامل تمام قطعات سوار نشده خودرو) در کشور مقصد ارزان‌تر تمام می‌شوند به خصوص در مواردی که به ندرت تجهیزات روباتیک برای نصب قطعات یافت شود نظیر محصولات کوچک که ماشین‌ها قادر به نصب قطعات آن‌ها نیستند. به علاوه نیروی کار در مقایسه با کشور تولید کنندهٔ اصلی به مراتب کمتر است.CKD به کارخانجات داخلی اجازه می‌دهد برای توسعهٔ بازار در یک صنعت خاص از پیش کسوتان و شرکت‌های با تجربه بهره گیرند در عین حال شرکت‌های صادرکننده هم به بازارهای جدیدی دسترسی پیدا خواهد کرد که به غیر از این راه، مسیری برای این دسترسی وجود ندارد.
در فرم‌های ابتدایی، خودرو وارداتی تنها موتور، باتری و سیستم انتقال نیروی سوار نشده دارد که این قطعات سوار نشده یا همراه محصول اصلی به صورت قطعات اسمبلی یا از طریق شرکت سومی وارد می‌شوند، به این معنی که چرخ‌ها و تمام قطعات داخلی در شرکت اصلی سوار می‌شوند؛ فقط برای دریافت معافیت مالیاتی بیشتر، واردکننده نیاز به بیشتر بومی‌کردن تولید در کشور خارجی دارد که یک راه آن اشتراک گذاشتن قسمتی از تولید باتولید کنندگان بومی است؛ نظیر تولید لاستیک‌ها، چرخ‌ها، صندلی‌ها، سیستم روشنایی، باتری، شیشه، پلاستیک داخلی و غیره یا حتی موتور و سیستم انتقال نیرو در کشور مقصد. در برخی موارد حتی بدنهٔ استیل هم ممکن است در کشور مقصد پرس و جوش و رنگ شود که این مورد کارامد تولید به روش KD را تنها دو قدم از تولید کامل عقب نگاه می‌دارد.
کشورهای در حال توسعه می‌توانند سیاست‌های تجاری و اقتصادی را از طریق جایگزینی واردات با تولید داخلی دنبال کنند. کمپانی‌هایی با عملیات CKD به کشور کمک می‌کنند که با جایگزینی تدریجی قطعات تولید داخل با قطعات CKD، صنعت را رونق دهند.
CKD: مخفف کلمات: Completely Knocked-Down (قطعات کاملاً منفصل) می‌باشد.
SKD: مخفف کلمات: Semi Knocked-Down (قطعات نیمه کامل) می‌باشد.
CBU: مخفف کلمات: Completely Built-Up (به‌صورت پیش ساخته) می‌باشد. CBU به خودروی کامل آماده تحویل به مشتری گفته می‌شود.